# Eurypylos (Sohn des Eurystheus)
Eurypylos (altgriechisch Εὐρύπυλος Eurýpylos) ist in der griechischen Mythologie ein Sohn des Eurystheus.
Nachdem Herakles seine zwölf Arbeiten vollendet hatte, tötete er Eurypylos und dessen Brüder Perimedes und Eurybios bei einem Opferschmaus, weil sie ihm eine kleinere Portion als den übrigen Gästen serviert hatten.